# IJskelder

Doorsnede van een ijskelder

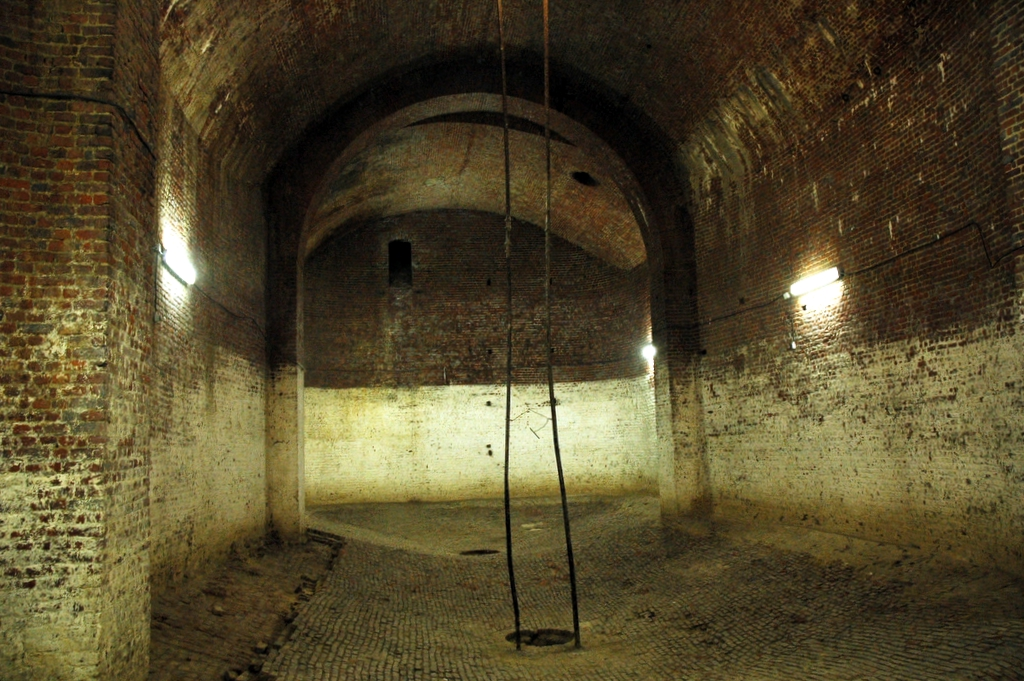
IJskelder Campus VUB Etterbeek, beschermd sinds 1993

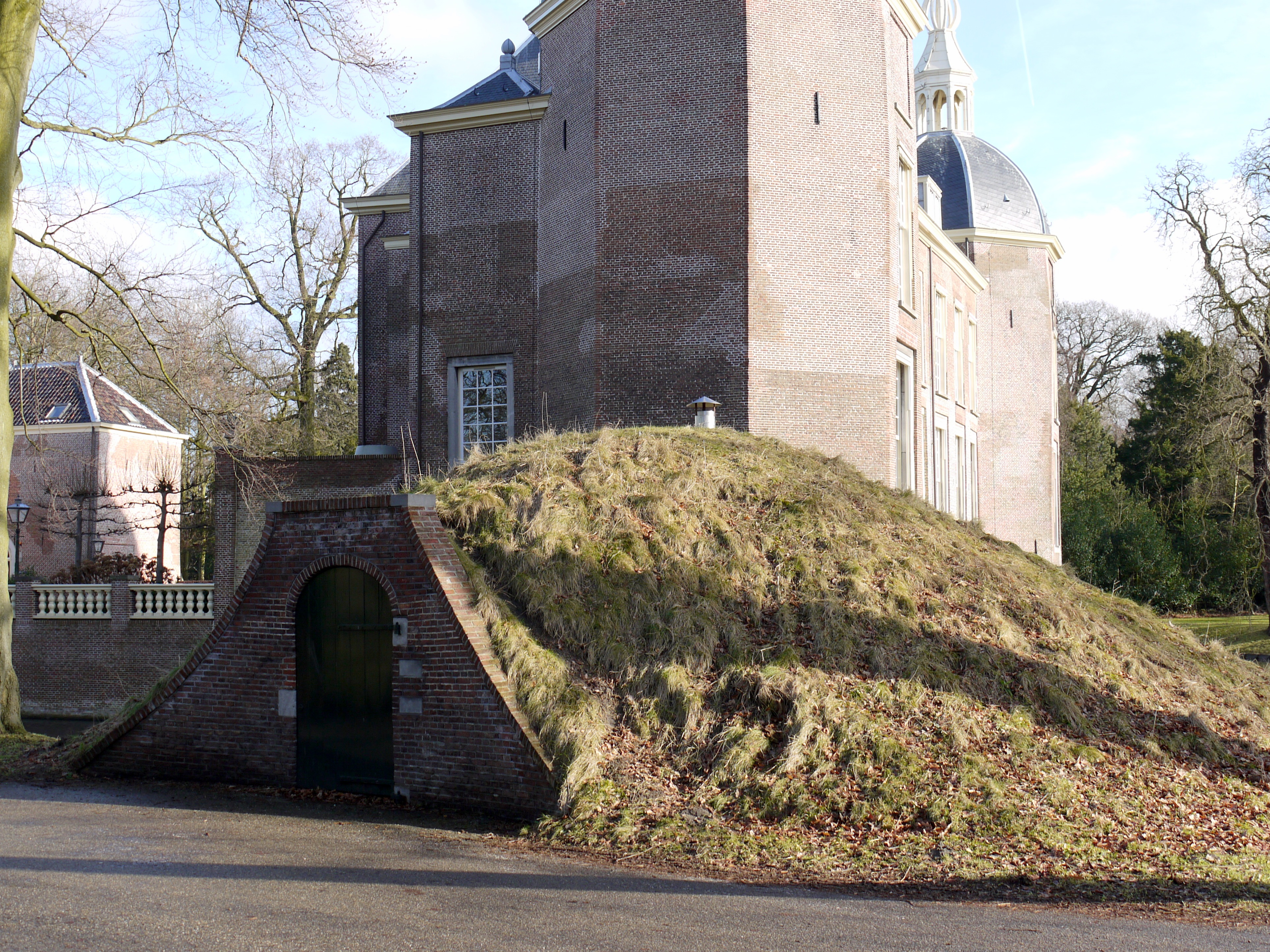
IJskelder bij Kasteel Endegeest

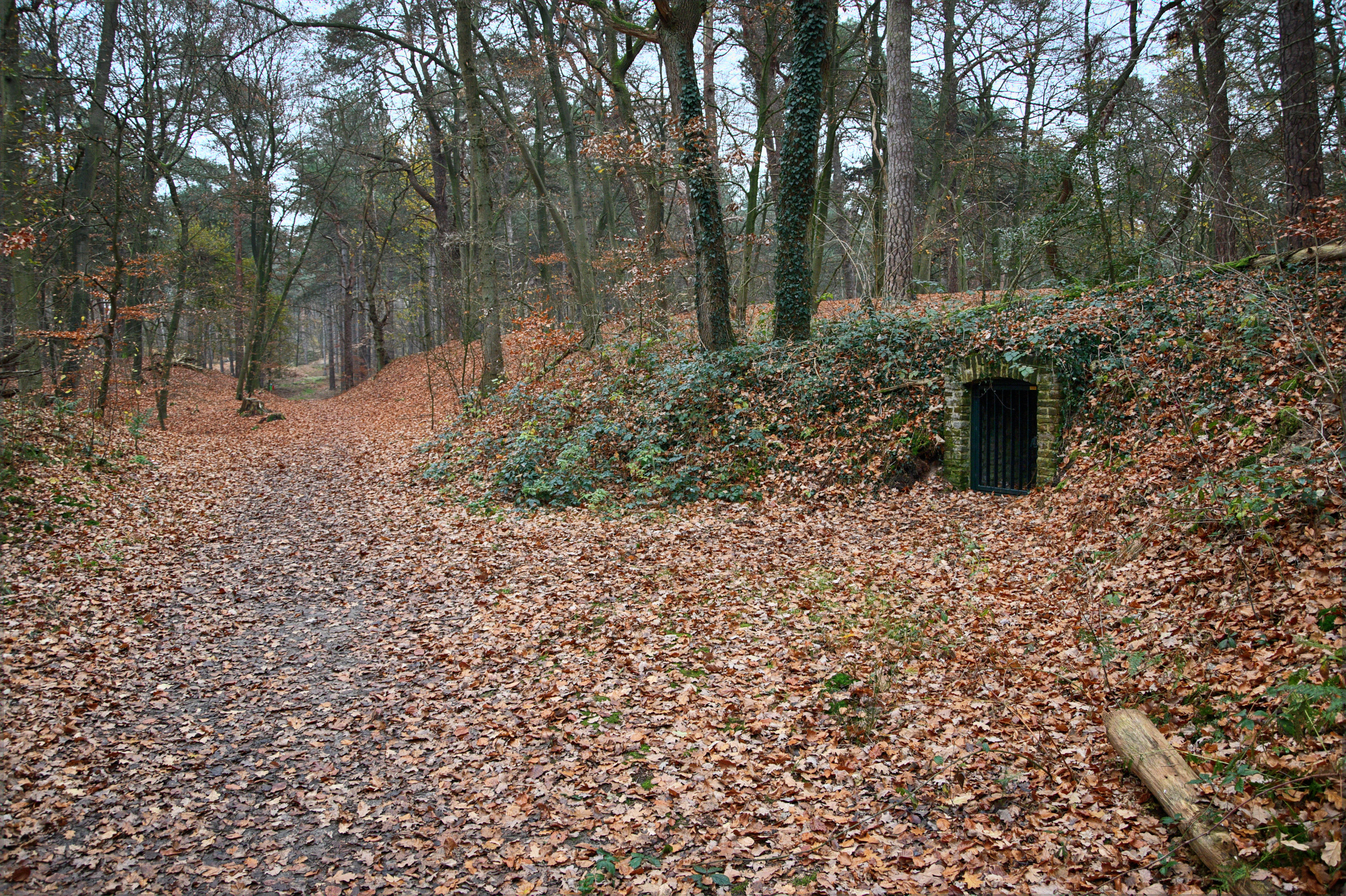
IJskelder in een bos in Arcen

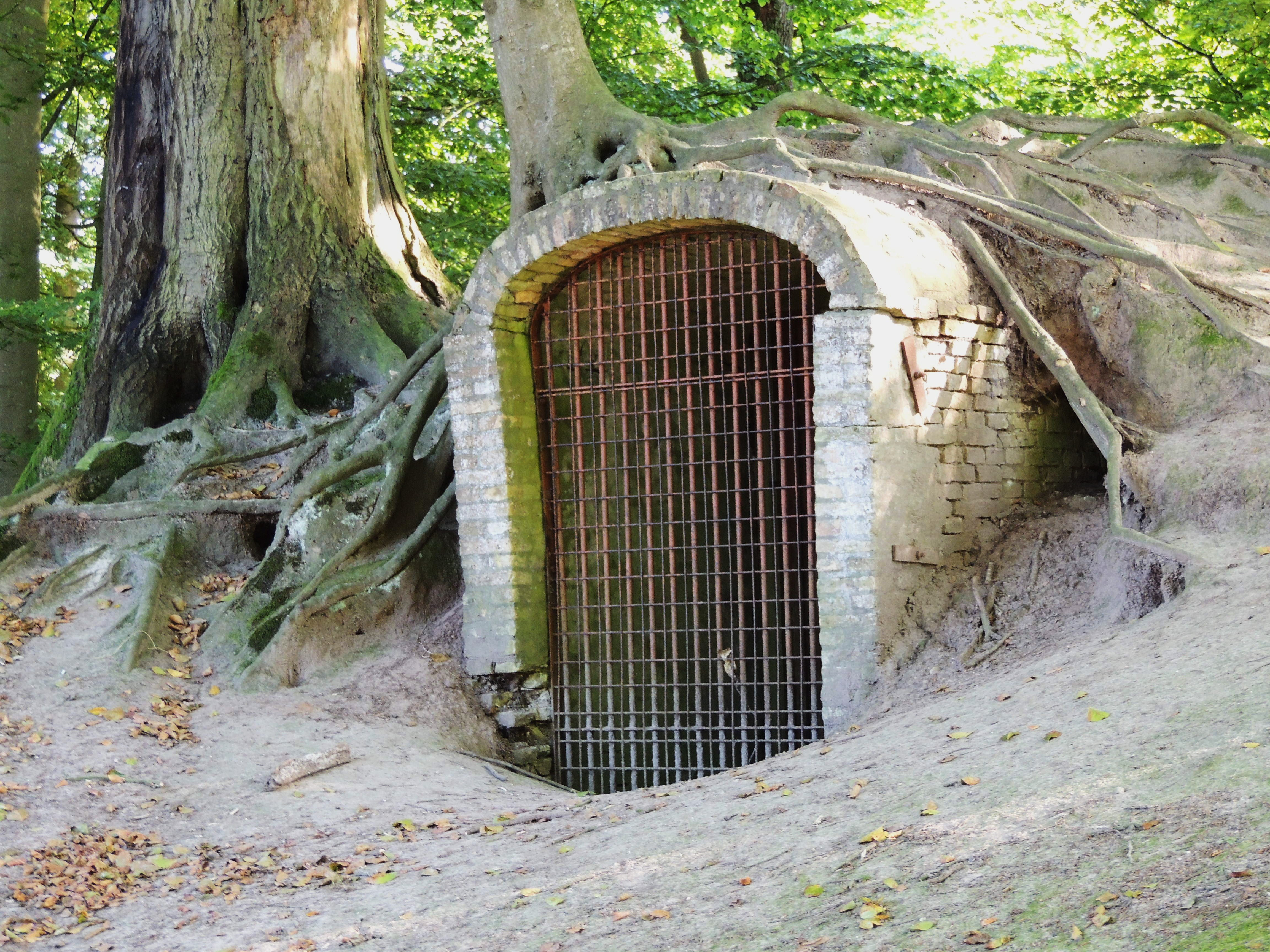
Ingang ijskelder Fogelsanghstate

Een ijskelder is een losstaande kelder, meestal tonvormig, van vrij grote diepte (5 meter is niet vreemd), waarin gedurende de winter, grote (1 m × 20 cm × 20 cm) stukken ijs van een (nabijgelegen) plas of sloot opgeslagen worden. In Noordwest-Europa werd het ijs vaak ook afgedekt met hooi ter isolatie. Indien de ijskelder een (grote) bovengrondse constructie heeft spreekt men eerder van een ijshuis of meer algemeen van een ijsruimte.

## Opzet en structuur
Door zijn diepte is deze ruimte goed geïsoleerd. Omdat koude daalt, is het mogelijk deze ruimte voldoende koel te houden om – indien er voldoende ijs opgeslagen ligt – het jaar door een hoeveelheid ijs te behouden. In warmere periodes was het dan mogelijk uit deze kelders ijs op te halen.
Er bestaat geen eenvormige structuur binnen de ijskelders, maar volgende vaste elementen komen wel vaak terug: ze zijn georiënteerd naar het noorden en afgeschermd tegen zonlicht door een dikke isolatielaag ... De meeste ijskelders liggen half onder de grond onder een kunstmatige heuvel. De kelder betreden doe je via een gang. De kelder zelf heeft vaak de vorm van een omgekeerde kegel en werd meestal gemetseld met bakstenen. Om het ijs goed te kunnen bewaren was het ook belangrijk dat smeltwater afgevoerd kon worden.

### Historiek
Alhoewel de oudste sporen van ijskelders terug te leiden zijn naar 2000 v.Chr. in Mesopotamië, dateren de meeste ijskelders in West-Europa uit de 19e eeuw. Vaak werden ze gerealiseerd binnen de context van een kasteeldomein. De kelders waren dan ook een fenomeen dat men vooral aantrof bij de hogere klassen. De import, onder andere vanuit Noorwegen en oogst van natuurijs was immers duur. Ook het onderhoud van een ijskelder vroeg de nodige inspanningen van de hoveniers van het kasteeldomein. Het ijs werd meestal in de winter gekapt in de naburige kasteelvijver(s). Een zwaar werk, waarbij met bijlen het ijs werd losgehakt en nadien met schepnetten op de oever werd getrokken. Het was immers pas eind 19e eeuw dat men ijs pas kon verzagen in draagbare stukken. Maar ook dit was handwerk. Na het “oogsten” werd het via een vulopening in het gewelf in de kelder gegooid waar het naderhand aan elkaar klitte. Hierdoor moest het in de zomer opnieuw losgehakt worden.
Vanaf de jaren 1860 kon ijs ook kunstmatig geproduceerd worden en alhoewel ook voor dit kunstijs de ijskelders als opslagruimte dienst deden, geraakten de meeste na de Eerste Wereldoorlog in onbruik. IJs kon immers permanent geproduceerd worden en opslag werd minder belangrijk. Met de komst van de diepvriezers en moderne koelkasten na de Tweede Wereldoorlog werd het lot van de ijskelder dan ook bezegeld en behoorde deze definitief tot het verleden.

### Gebruik vandaag
Tegenwoordig worden ijskelders vaak als overwinteringsplaats gebruikt door vleermuizen, die er hun winterslaap houden.

## Plaatsen met ijskelders
Op veel landgoederen is nog een ijskelder aanwezig, een aantal wordt hieronder genoemd:
- België
  - De Warande in Tervuren
  - Alden Biesen in Rijkhoven
  - Kasteel van Arenberg te Leuven[4]
  - IJskelder Sint-Alenapark aan het Kasteel de Viron te Dilbeek
  - IJskelder Damstraat te Buggenhout
  - Domein Beisbroek te Sint-Andries (Brugge)
  - Kasteel Boekenberg te Deurne
  - Kasteel ter Rivieren in het Rivierenhof te Deurne
  - Kasteel Zwarte Arend te Deurne
  - Domein de Renesse te Oostmalle
  - Kasteel Le Paige te Herentals
  - Hof ter Saksen te Beveren
  - Ieper, in de omwalling[5]
  - Kasteel de Merode in de warande van de prins de Merode te Everberg, 1840
  - Kasteel van Wijnendale te Torhout
  - Kasteel van Vosselare te Deinze
  - Kasteel van Poeke te Poeke
  - Voormalige Koninklijke IJskelders (Oudergem) op de VUB-campus op de grens van Oudergem en Etterbeek
  - Kasteel Verloren Bos te Lokeren
  - La glacière de Fisenne (Érezée)[6]
  - Papierfabriek Catala Beersel
  - Provinciedomein Huizingen Beersel
  - Kasteel de Viron Dilbeek
  - Kasteel Nieuwermolen Dilbeek
  - Kasteel Calmeyn Drogenbos
  - Domein ter Rijst Pepingen
  - Malakoffdomein Halle
  - Kasteel van Gaasbeek Lennik
  - Domein Levenslust Lennik
  - Kasteel Ter Linden Ternat
  - Kasteel van Revelingen Sint-Genesius-Rode
  - Pecsteen Pepingen
  - Hisemaele (Vierkantshoeve Persoons) twee gewelfde, half-ondergrondse ijskelders of tuffelkelders in de binnenste dwarsschuur met schuingeplaatste spitsbogen
- Nederland
  - Beeckestijn
  - Elswout
  - Fogelsanghstate te Veenklooster
  - Huis te Linschoten te Linschoten
  - Huis te Manpad te Heemstede
  - Huys te Schengen te Berg en Dal
  - Kasteel Endegeest te Oegstgeest
  - Kasteel de Haar te Haarzuilens
  - Kasteel Heeze te Heeze, net buiten de slotgracht
  - Kasteel Hoekelum
  - Kasteel Schoonheten nabij Raalte
  - Kasteel Groeneveld te Baarn
  - Kasteel Roosendael te Rozendaal
  - Buitenplaats Schaep en Burgh
  - Kasteel Stein te Stein
  - Kasteel Vaeshartelt bij Rothem
  - Kasteel De Wittenburg te Wassenaar
  - kasteel Arcen
  - Kennemeroord en Heemstede
  - Landgoed Duin en Kruidberg te Santpoort
  - Landgoed Vollenhoven te De Bilt
  - Landgoed Waterland
  - Mariëndaal, Oosterbeek
  - Oranje Nassau's Oord, gemeente Wageningen
  - Paleis Soestdijk, nabij de vijver
  - Park Sonsbeek, gemeente Arnhem; dit is een reconstructie van een 19e-eeuwse kelder
  - Warnsborn, gemeente Arnhem
  - Landhuis van baron van Verschuer; gemeente Mook en Middelaar
  - Mill[7]
- Spanje
  - Sierra Espuña